# Le Lac des fées

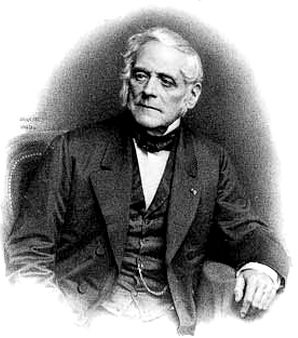
Daniel Auber

Le Lac des fées est un grand opéra en cinq actes composé par Daniel-François-Esprit Auber sur un livret en français d'Eugène Scribe et de Mélesville. L'histoire se déroule dans les montagnes du Harz allemand et se base sur une ballade allemande. L'opéra fut joué pour la première fois le 1er avril 1839 au théâtre de l'Académie royale de musique à Paris. 

## Argument
Au XVe siècle, sur les montagnes du Harz ainsi qu'à Cologne, Albert est un jeune étudiant épris d’une fée nommée Zélia. Celle-ci fut forcée de vivre dans le monde des hommes après qu'il lui a subtiliser son voile. Elle finit toutefois par le récupérer et disparaît chez ses consœurs fées. Pour son grand retour, la Reine des Fées en personne lui exauce un vœu mais elle choisit de renoncer à son ’immortalité et revient vivre auprès d’Albert.

## Distribution
| Rôle                                        | Typologie vocale | Interprètes de la création, 1er avril 1839 |
| ------------------------------------------- | ---------------- | ------------------------------------------ |
| Zéila, jeune fée                            | soprano          | Maria Delorès Nau                          |
| Albert, étudiant                            | ténor            | Gilbert Duprez                             |
| Marguerite, aubergiste                      | soprano          | Rosine Stoltz                              |
| Rodolphe de Cronembourg, seigneur châtelain | basse            | Nicolas-Prosper Levasseur                  |
| Issachar, marchand juif                     | ténor            | Pierre-François Wartel                     |
| Fritz, étudiant, compagnon d'Albert         | basse            | Ferdinand_Prévôt                           |
| Conrad, étudiant, compagnon d'Albert        | ténor            | Alexis Dupont                              |
| Pickler, truand                             | basse            | Molinier                                   |
| Edda, jeune fée                             | soprano          | Élian Barthélemy                           |
| Un jeune patre                              | soprano          | Élian Barthélemy                           |

### Sources
- (it) Gherardo Casaglia, « 1 Aprile 1839  », Almanacco Amadeus, 2005. Consulté le 8 septembre 2009.
- (en) David Charlton, The Cambridge Companion to Grand Opera, Cambridge University Press, 2003, p. 184-186.  (ISBN 0521646839)
- (en) Henry Fothergill Chorley, Modern German Music: Recollections and Criticisms, Smith, Elder, 1854, p. 246-247.
- Félix Clément et Pierre Larousse, « Lac des fées (Le) »], Dictionnaire lyrique ou Histoire des opéras, Slatkine, 1999, p. 392.  (ISBN 2051016968)